# Tha'labi
Al-Thaʿlabi (en arabe : حاق أحمد بن محمد بن ابراهيم الثعلب, Abū Isḥāḳ Aḥmad ibn Muḥammad ibn Ibrāhīm al-Nīsābūrī al-Thaʿlabī)  (mort en mouharram 427 AH/november 1035) est un savant musulman du XIe siècle d'origine persane.
Al-Thaʿlabī est connu pour deux travaux : le Tafsir al-Thalabi (en) et un livre sur les histoires des prophètes, le ʿArāʾis al-madjālis fī ḳiṣaṣ al-anbiyāʾ. Contrairement au tafsir, ce dernier a été imprimé de nombreuses fois, et a été caractérisé par l'islamologue Andrew Rippin (en) comme étant « une œuvre d'imagination populaire crée pour l'éducation et le divertissement ». Basé sur les mêmes sources que celles utilisées par Tabari, cet ouvrage est devenu, avec l'ouvrage d'al-Kisa'i (en), une source standard des récits islamiques sur les prophètes.